# せいや
せいや（1992年〈平成4年〉9月13日 - ）は、日本のお笑いタレント、ものまねタレント、俳優。お笑いコンビ霜降り明星のボケ担当（トークなどではツッコミに回ることもある）。相方は粗品。立ち位置は左。本名、石川 晟也（いしかわ せいや）。
大阪府東大阪市出身。吉本興業（東京）所属。NSC大阪校33期と同期扱い。
東大阪市立鴻池東小学校、東大阪市立盾津中学校、大阪府立布施高等学校、近畿大学文芸学部文化学科卒業。学位は学士（文学）（近畿大学・2015年）。

## 来歴

### 小学生時代
様々なクラブ活動がある中で元芸人が顧問をしていた「お笑いクラブ」に入部。小学校4年生ではじめて漫才を披露。後に友人である小村と「中島ミート」というコンビ名で、テレビ番組で漫才を披露する。
小学校6年生のときにはNHKで開催されたアマチュアの漫才大会に出演し優勝。これをきっかけにお笑いにのめり込んだ。

### 中学生時代
アマチュア芸人としてテレビに出演経験がある。また、サッカー部で生徒会長ということもあり、自分を中心に自然と人が集まるような人気者だった。

### 高校時代

#### 集団いじめ
高校1年時、全くクラスに馴染めず、そこに目を付けられ集団いじめを受けるようになった。きっかけは、せいやが中学からテレビに出ていたこともあり、早く高校でも人気者になりたいと思いボケやツッコミをしていた。ある日、クラスメイトがゴミ箱にゴミを投げていた際に「スリーポイント！」などとバスケに見立て実況したところ全く笑いは起こらず「なんやあいつ」と思われ、次の日からいじめが始まった。他のクラスからもいじめられ、ひどい時は、4階の窓から足だけ持たれ、体をほとんど外に出され、あやうく殺されかけたという。しかし、せいやはいじめに対して道化を演じ、「おい何してんねん笑」などといじめられていないかのように装っていた。映像記憶の特性があり、フラッシュバックが強く、頭髪が抜ける脱毛症になり、頭頂部はボロボロになり髪の毛がなくなった。いじめから逃げるために昼食はプールの裏の何もない空間で食べていた。そこには居場所がない他クラスの生徒もいた。本人はこの空間をオアシスと名付けていた。学校の先生や皮膚科の先生、母親から「もう転校して」と懇願されるが、それでも高校に通い続けた。
この時期について後に「いじめられてないかのようにツッコんだりしてたから、いじめがどんどんエスカレートしたのかもしれない」「人に相談しろ。とかけっこう言われるんですけど、無理なんですよ。親から学校で楽しんでるって思われてるのが常なんで、子どもは。相談するっていうのは、めっちゃ難しいことやと思います。」「休憩時間も何もされへんように図書室に行こうとか、そういう作戦ばっかり考えてました。今考えたら異常ですね。」「それでも捕まえられて、当時「肩パン」がはやってて、肩をバーンって殴られて。アザだらけで家帰る。おかんにアザ隠しながら風呂入ることがけっこうありました」「とにかくその当時は、人がおらんとこに行ってました。みんなが行く食堂にも、絶対行かなかった」と述べた。学校を休まなかった理由については「ここで休んだら、こいつらのいじめで学校休んだやつみたいになるから、それだけは絶対嫌やったんですよ。こんなやつらに負けるかっていうので、とにかくずっと、ギャグで返してましたね。でもまあ、笑いではね返すというよりは、こいつらに人生変えられてたまるかっていう、むかつきでしたね」と述べている。

#### 一筋の光明
高校の文化祭で劇を作ることになったとき、せいやはいじめグループから「お前ひとりで作れや」と言われ、自分で考えた『りある桃太郎』というコントをクラスで発表した。その際にもいじめてたやつが「もうええって」と邪魔してきたが、せいやは「絶対負けたらあかんと思って、もう死ぬ気で一人芝居やって説明しましたね。そしたら、めちゃくちゃみんな沸いて。『こんなやつが、こんなんできんの』っていうギャップですよね。ほんまにお笑いの力。」と回想した。そこで周りからの見る目が変わり、照明・音響・脚本・演出をせいやが全て考え、更に文化祭で主役を演じた。劇は好評だったため表彰されることになり、表彰式の壇上でせいやが「いじめを跳ね返したぞ!!」と叫ぶと、歓声が湧き、映画のように盛り上がった。せいやはこれが「人生の分岐点」と話している。その後もいじめは続いたが、「芸は身を助ける」と実感した。
いじめに関して「逃げた方がいいですよ。立ち向かわなくていいです。僕は別に闘ってないんですよ。笑いではね返したっていう言い方をすることもありますけど、笑いに逃げただけ。僕には笑いっていう逃げ場所があったから。笑いって対人やから、向かっていったみたいになってますけど。音楽に逃げる。ゲームに逃げる。睡眠に逃げる。何でもええです。とにかく、そんなやつらに、人生終わらされてたまるかっていう気持ちを持ってほしいですね。そんなやつらに合わせる必要もないし、そんな環境に合わせる必要も全くない。自分の好きなことを見つけてほしいですね」と話した。
いじめてきた人物達はいじめているという自覚がなく2年、3年になっても普通に振るまってきたと振り返っている。せいやは「人として好きじゃなかったから、会わないようにしていた」という。
現在の相方である粗品こと佐々木直人とその同級生のコンビ「スペード」がハイスクールマンザイ2009年大会に出場、決勝進出。小学生から漫才をしていたせいやは、「スペードを倒したい」という思いから、翌年の2010年大会にラストイヤーである高校3年生で漫才コンビ「ドンパルトン」を結成し、出場。
イオンモール高の原で開催されたハイスクールマンザイ・近畿地区予選で、佐々木と出会う。トリで出場したせいや率いるドンパルトンが、その日一番良かったコンビに贈られるイオン賞を受賞した。佐々木率いるスペードも近畿予選を勝ち進んだが、大阪の準決勝大会ではともに敗退。ハイスクールマンザイ2010の決勝に進出することは出来なかった。

### 近畿大学時代からコンビ結成にかけて
高校卒業後、近畿大学に入学。1回生で観光事業研究会に入部。2回生から芸人の仕事を始めたため、部活を4年間続けるということはなかった。
1回生のときに近畿大学の学園祭の漫才大会に「ドンパルトン」時代の相方と出場し、優勝を果たしている。 他にも、文化会という部活の団体のお笑い大会にも出場。プロの芸人になる前から、漫才に熱中していた。
当初はプロの芸人になるつもりはなく、先述のいじめ経験から教員を志望していた。なお、当時は国語の教員を志望していたが履修選択を誤り、社会科の教員にしかなれないカリキュラムを受けていた。
2年早く粗品の芸名でピン芸人として活動していた佐々木に「こいつが一番おもしろい奴。こいつと組んだら、もっと面白いネタができる」と誘われ、「この先の人生で、こんなに必要とされることないやろな」とコンビ結成を決意した。しかし、周囲の芸人たちからは「粗品が連れてきた得体の知れない奴」と奇異の目で見られ、さらに粗品がピン芸人として「オールザッツ漫才」優勝を果たすなど実績をあげ始めたため、結成の時点からすでにコンビ格差がある状況に苦悩する日々が続いた。
当初は本名の「石川晟也」名義で活動していたが、2013年に深夜番組『ギョクセキっ!』でネタを披露した際まったくウケず、司会の東野幸治から「ボケで石川? ツッコミ粗品? ボケの石川インパクト弱いな」と2人の名前のバランスの悪さを指摘されたことがきっかけで「せいや」に改名した。
大阪時代は真べぇ（ダブルアート）、今井らいぱち（元：ヒガシ逢ウサカ）、らぶおじさん（元：絶対アイシテルズ、現：酎介）、ケツ（ニッポンの社長）らとルームシェアをしていた。また、せいや、らぶおじさん、ケツ、とみた（元：キンニクキンギョ、現：44艦長）の同期芸人を「クサスティック・フォー」と呼び、東京進出後も親しくしている。

## 人物
身長163 cm、体重67 kg、血液型A型。既婚者。

### 家族
- 父、母、妹が2人。母の旧姓も「石川」である[20]。2020年10月29日放送「霜降りバラエティ」（実家を購入）でせいやと家族が共演している。非常に家族想いであり、4000万円のローンで家族に一戸建ての家をプレゼントしている[21]。
- 父は愛媛県川之江市（現・四国中央市）出身で左官職人[22]。「家族5人分のチャーハンを一人で平らげた」「沖縄出張のときに霜降り明星のイベントをせいやに告げずに観に行き、ファンと一緒に花道を作る」[23]「2月29日生まれのAB型」[24]「娘の結婚式で迷彩のマスクをする」「乗ったこともなければまだ持ってもいないのに、新居にロードバイク置き場を要求する」などのエピソードを聞いた粗品が「奇人」と呼びはじめ、以後テレビやラジオでネタ、ニックネームの一つとして定着する[25]。
- 本名の「晟也」は祖父が名付けたもので、「晟」は太陽を意味し、「太陽に也（なる）人」「周りを明るくする人」という意味がある[19]。
- 2023年9月23日（22日深夜）、『霜降り明星のオールナイトニッポン』（ニッポン放送）の生放送内で、結婚したことと妻の妊娠を報告[26][27]。婚姻届の証人は相方・粗品と先輩芸人である盛山晋太郎（見取り図）が担当した[26][27]。妻は20代の元CAと公表している。
- 2023年12月9日（8日深夜）、『霜降り明星のオールナイトニッポン』の生放送内で、第1子の誕生を報告した[28]。

### 趣味・特技
特技はものまね（主なレパートリーは後述）、サッカーのリフティング、フォークギター演奏、歌謡曲をビブラートをかけて歌うこと、出身校・近畿大学に詳しいこと、口笛。
特殊能力「カメラアイ」の持ち主で、一度見た映像を脳内に記憶しそれを再現することができる。

### 嗜好
- アグネス・チャンのファンで、15歳の時にファンクラブに入会している。中学2年の時に大阪のラジオ番組にアグネスがゲスト出演した際に送ったハガキがアグネスに読まれ、アグネスが「すご～い! 石川晟也君、“14歳でアグネスのファン、最近なりました”って」と話してくれたという。パーソナリティの原田年晴アナから「14歳ですよ。おかしいですよね? アグネス、何歳ですか?」と振られたアグネスは「恋愛に年は関係ないの」と話し、せいやは「そこから、とりこ。アグネスきっかけで、いろんなこと、人生が動き出した」と語っている[31]。
- 日本の女性アイドルやグラビアアイドル、女性タレントが大好きであり、次にブレイクする美人女性アイドルや女優をよくYouTubeチャンネルやラジオで予想している[32]。
- ものまねのレパートリーであるサザンオールスターズの大ファンでもあり、テレビや漫才でも「タバコ・ロードにセクシーばあちゃん」や「逢いたさ見たさ病める My Mind」などのマニアックなアルバム収録曲を歌うことがある[33][34]。このことはサザンのメンバーである桑田佳祐・原由子夫妻にも認知されており、桑田が太田光（爆笑問題）にメールで「霜降り明星、好きです」と語ったり[35]、原とテレビ朝日アーク放送センターで遭遇したエピソードもある[33]。
- アニメやマンガが好きで、昔のアニメや現代のメジャーなマンガ（『進撃の巨人』など）に詳しい。『NARUTO -ナルト-』の大ファンである。
- レア社のゲーム作品、マーベル・コミック作品のファンである。
- ハリー・ポッターシリーズ（および魔法ワールド）のファン。自身のYouTubeなどでのアピールが実り、2022年の映画『ファンタスティック・ビーストとダンブルドアの秘密』PRイベントを皮切りに[36]、関連作品のPR番組やCMに起用されている[37][38]。
- 甘い食べ物があまり好きではなく、特にあんこを苦手としている[39]。

### エピソード
- M-1決勝時にも着用していた白の舞台衣装は山内健司（かまいたち）から譲り受けたものである。
- コロナ禍による自粛期間中の2020年５月に『Zoom』のオンライン上で初対面である既婚女性に対し、自身の局部と自慰行為を見せつける性的な行為をしたと『文春オンライン』から報じられている。せいやはこの報道を行った文藝春秋社に対して損害賠償請求訴訟を起こし、プライバシーの侵害を訴えた。裁判所は文藝春秋社に対して330万円の支払いを判決として命じている[40][41]。
- 代表ギャグである「せっせっせいや」は『オールザッツ漫才2017』で披露された際に伝説と化し、以後もYouTubeチャンネル「しもふりチューブ」で公開された「せっせっせいやゲーム」で人気を博し、YouTuberのスカイピースにもそのゲームをプレイしてもらっている。2022年、自身のレギュラー番組『新しいカギ』の企画でサッカーFIFAワールドカップの開催国カタールに訪れた際、現地のニュース番組『アルジャジーラ』でのインタビューに出演した際に当ギャグを披露し、話題となった。
- 運転免許は2018年のM-1グランプリ（この年受賞）に集中することもあって更新せず、失効している[42]。2023年には免許失効を逆手に取り、自身がサイドカーに乗って旅先の人々に運転してもらう旅番組『免許失効せいやが行く! 一泊二日サイドカーの旅』（日曜ビッグバラエティ）に出演した[43]。
- 2023年4月7日放送分の『探偵!ナイトスクープ』（ABCテレビ）からレギュラー（探偵）に抜擢された。これによりせいやはナイトスクープ史上初の平成生まれの探偵となった[注 2]。
- ラブ!!Jリーグのボール載せ対決で酒井宏樹や長友佑都、宇佐美貴史に勝利する[44]。
- うどん屋でアルバイトしていた際にカレーうどんにうどんを入れ忘れたまま、客に提供するなどのミスが続いた。そんな中、店長から「次ミスしたら終わりやぞ」と言われたことで緊張し、皿を40枚割った。その結果、解雇された。
- 大学時代、迷子になりながら16時間かけてコキコキ三輪車で実家からバイトに行っていた。帰ってきたら母親が泣いてた。

## ものまねレパートリー
- 藤原寛
- 明石家さんま
- アンミカ
- 伊集院光
- 太田光（爆笑問題）
- 岡村隆史（ナインティナイン）
- 桑田佳祐（サザンオールスターズ）
- ゴロリ
- 坂田利夫
- 小宮浩信（三四郎）
- 片寄涼太（GENERATIONS from EXILE TRIBE）
- 笑福亭仁鶴
- 菅田将暉
- 滝口順平
- 武田鉄矢
- 立木文彦
- 田村正和
- チャーリー浜
- 出川哲朗
- 利根川幸雄
- 兵藤和尊
- ドラえもん
- 中田カウス
- 西川きよし
- 西田敏行
- 吉幾三
- 四千頭身
- 若本規夫
- 和牛
- 岡野陽一
- 木梨憲武（とんねるず）
- 中居正広
- マツコ・デラックス
- 松浦景子
- エド・はるみ
- 小林敬
- 川原ひろし
- 堀之内九一郎
- いとうせいこう
- 久保田かずのぶ（とろサーモン）
- かなで（3時のヒロイン）
- ガンバレルーヤ
- 梅沢富美男
- 粗品
- 坂上忍
- 徳光和夫
- ダウンタウン
- 若林正恭（オードリー）
- ケンドーコバヤシ
- トミーズ雅
- 笑福亭鶴瓶
- ナダル（コロコロチキチキペッパーズ）
- ティモンディ
- 西村博之
- 津田篤宏（ダイアン）
- 島崎和歌子
- 八嶋智人
- 上田晋也（くりぃむしちゅー）
- 岡田圭右（ますだおかだ）
- つぶやきシロー
- ZAZY
- バカリズム
- 高橋克実
- 蛍原徹
- 山内健司（かまいたち）
- 森永卓郎
- 嬉野雅道
- アタック西本（ジェラードン）
- みちお（トム・ブラウン）
- ずん
- ミキ
- ボビー・オロゴン
- 長嶋一茂
- 和田アキ子
- 福山雅治
- 草薙航基（宮下草薙）
- デヴィ夫人
- 千葉ストロガノフ（バビロン）
- 千鳥
- ルパン三世
- 志村けん
- 今田耕司
- アントニオ猪木
- ともしげ（モグライダー）
- 兎（ロングコートダディ）
- 中村フー（ヘンダーソン）
- 前野悠介（クロスバー直撃）
- 小池徹平
- 里崎智也
- カバオくんなど

## 出演
コンビとしての出演は霜降り明星#出演を参照。

### テレビバラエティ
現在のレギュラー
- ラブ!!Jリーグ（テレビ朝日、2022年4月2日 - ）- MC
- 私のバカせまい史（フジテレビ、2023年4月20日 - ）※現在放送休止中
- 探偵!ナイトスクープ（ABCテレビ、2023年4月 - ）
- 晚酌放浪歌 〜名曲と瓶ビールと〜（BSテレ東、2024年10月5日 - ）- MC
- ぐるぐるナインティナイン（日本テレビ、2025年1月16日 - ） - 「グルメチキンレース・ゴチになります!26」レギュラー
- ミラモンGOLD（フジテレビ、2025年4月6日 - ）- MC
- X秒後の新世界（日本テレビ、2025年10月 - ）- MC

現在の準レギュラー
- 水曜日のダウンタウン（TBSテレビ）
- 有吉クイズ（テレビ朝日）

過去のレギュラー・準レギュラー
- 爆問×伯山の刺さルール!（テレビ朝日、2022年4月5日 - 2023年9月20日）- パネラー
- イワクラせいや警備保障（テレビ朝日、2023年10月4日 - 2024年9月25日）
- バラバラマンスリー（テレビ朝日）
  - 推しと夏祭り（2024年7月31日 - 8月28日）
  - 最初のテレビ（2025年1月9日 - 1月30日）
  - ワールドディスパッチ（2025年3月3日 - 25日）

特別番組
＊MCもしくはメインキャスト
- せいやのエプロン（テレビ朝日系、2020年3月7日・5月29日） - 冠特番
- 昭和に胸キュン♪せいやとレトロ好き（BSテレ東、2021年1月26日） - MC・冠特番
- ヒコロヒー×霜降り明星せいや 清純異性交遊（日本テレビ、2021年12月28日） - メインキャスト・冠特番
- 水曜NEXT!（フジテレビ）
  - MAX追体験（2022年4月14日・4月21日）- MC

- おふくろフリーズドライ（テレビ東京、2022年8月13日・12月29日・2023年8月11日）- MC
- ふるさと納芸〜本日限定!故郷にひとつだけの笑いの届けます〜（テレビ東京、2022年12月30日）- MC
- あの名曲のこの歌詞ってどこなの旅（テレビ朝日、2022年12月31日）- MC
- 火曜NEXT!（フジテレビ）
  - バイバイSALE（2023年5月23日・5月30日）- MC

- 日曜ビッグバラエティ（テレビ東京）
  - 免許失効せいやが行く!一泊二日サイドカーの旅（2023年8月6日）

- 天使の数字 悪魔の数字（日本テレビ、2024年2月4日・6月30日）- MC
- せいやのリアルタイム紀行（テレビ東京、2024年5月6日・5月13日）- 冠特番
- 激かわペット大集合!ワンニャンにのランド（テレビ東京、2024年8月31日）- サブMC
- やりかたのウタ〜気になる How to ウタいまSHOW〜（中京テレビ、2024年9月7日・9月14日・2025年1月8日）
- あの名曲歌って♪おねだり歌謡祭（テレビ朝日、2024年9月27日）- MC
- せいやのたびカラ（NHK総合、2024年11月20日・2025年3月19日）
- シンお仕事ドラマ制作委員会（テレビ朝日、2025年1月5日）- MC
- X秒後の新世界（2025年1月26日 - 、日本テレビ） - メインキャスト
- 世界中のカメラが捉えた衝撃的瞬間TOP40（テレビ東京、2025年7月11日）- MC

### テレビドラマ
- テセウスの船（TBS、2020年1月19日 - 3月22日） - 田中正志 役
- 暴太郎戦隊ドンブラザーズ 第1話（テレビ朝日、2022年3月6日） - 鈴木春男 役[66]
- 最初はパー 第6話（テレビ朝日、2022年12月2日） - 野々村明 役[67]
- シガテラ （テレビ東京、2023年6月10日） - ヤクザ 役[68]
- 心はロンリー気持ちは「…」FINAL（フジテレビ、2024年4月27日）[69]
- トーキョーカモフラージュアワー 第3話（2025年2月3日、朝日放送テレビ） - 褒めどころがない公務員 役[70]

### 劇場アニメ
- 劇場版ブルーロック -EPISODE 凪-（2024年4月19日） - 白宝高校サッカー部員 役[71]

### 吹き替え
- ファンタスティック4:ファースト・ステップ（2025年7月25日） - 通行人A 役[72]

### ネット番組
- HITOSHI MATSUMOTO presents ドキュメンタル（2019年、2021年、Amazonプライム・ビデオ）- シーズン7、シーズン9出演
- 家-1グランプリ2020〜お笑い自宅芸No.1決定戦〜（2020年5月3日、ABEMA） - 決勝進出者[73]
- HITOSHI MATSUMOTO presents FREEZE（2020年、Amazonプライム・ビデオ）- シーズン2出演
- フリースタイルティーチャー   (2021年、Abema) season7 (第二回芸人界最強ラッパー決定トーナメント)出演[74]
- 最強新コンビ決定戦 THE ゴールデンコンビ（2024年10月31日、Amazonプライム・ビデオ）[75]
- ラブパワーキングダム～恋愛強者選挙～（2025年2月19日 - 4月9日、ABEMA） - MC[76]

### PV
- ラストアイドル「君は何キャラット？」（2021年4月28日）[77]

### 舞台
- BOOK ACT「芸人交換日記」（ヒューリックホール東京、2020年1月8日）
- てれびのおばけ（本多劇場、2021年4月14日 - 2021年4月18日）

## 作品
- 人生を変えたコント（ワニブックス、2024年11月25日）

## 賞レースでの戦績
アマチュア時代
- ハイスクールマンザイ2010 イオン賞（イオン高の原） セミファイナル（近畿地区）進出 ※ドンパルトンとして

プロ入り後
- 人志松本のすべらない話 第32弾 優勝 21代目MVS（当時24歳 最年少記録）
- R-1ぐらんぷり2018 決勝進出
- M-1グランプリ2018 優勝 ※霜降り明星として
- R-1ぐらんぷり2019準決勝進出
- 家-1グランプリ2020 準優勝
- ジュニア千原と大輔宮川と千豊小籔のすべらない話THE LIVE 2021 MVS･MSS（視聴者選出）ダブル受賞

## 音楽プロデューサーとして
2021年3月3日に放送されたレギュラー番組『霜降りバラエティ』（テレビ朝日系）で行われたアイドル発掘企画「令和のアグネス・チャンを探せ」にて、オーディションにてグランプリに輝いた一ノ瀬陽鞠に、自身が作詞・プロデュースを担当、作曲にロックバンド・緑黄色社会のギター小林壱誓、ベース穴見真吾によるサポートを受けて完成したオリジナル楽曲『愛で溢れたい』を提供した。
同楽曲は6月2日に放送された『霜降りバラエティ』で初披露され、放送終了後、『愛で溢れたい』の楽曲配信及び、ミュージックビデオがテレビ朝日のYouTubeチャンネルで公開された。

### 提供曲
- 「愛で溢れたい」（作詞：せいや（霜降り明星）、小林壱誓（緑黄色社会）作曲：小林壱誓、穴見真吾（緑黄色社会）編曲：soundbreakers 、穴見真吾（緑黄色社会）歌：HIMARI（一ノ瀬陽鞠）） - 2021年6月16日配信